# HD 62082
HD 62082，又名BD-21 2077，SAO 174298、HR 2976，是一颗恒星，视星等为6.18，位于銀經238.36，銀緯0.27，其B1900.0坐标为赤經7h 37m 5.7s，赤緯-22° 0.27′ 12″。